# Airawak
Votre avion vous attend déjà.
Airawak, nom commercial d'Air tourisme instruction services (ATIS), est une petite compagnie aérienne basée à la zone aviation générale de l'aéroport international Martinique Aimé Césaire.

## Histoire

### Air tourisme instruction services (1997-2003)
Air tourisme instruction services est créée en 1997 par Françoise Guinot et Bernard Rouffignac, tous deux pilotes et passionnés d'aéronautique.
Les activités de la société vont de l'école de pilotage à la maintenance aéronautique en passant par la location d'avion et le travail aérien.

### Airawak (Depuis 2003)
En 2003, ATIS se diversifie et se lance dans le transport aérien à la demande avec son Britten-Norman Islander.
ATIS obtient en juin 2005 son certificat de transporteur aérien, et devient alors Airawak. La section maintenance est quant à elle agréée « Partie 145 » (normes européennes) pour l'entretien de la flotte de bimoteurs.
En mars 2008, Airawak achève la construction de son hangar de maintenance d'une surface de 450 m2, situé à côté des installations d'Air Caraïbes.
En 2010, Airawak ouvre des destinations vers Sainte-Lucie et la Dominique.
En février 2011, Airawak met en service son troisième appareil, un second Britten-Norman Islander.
En 2014, le Cessna 402 FOIXB est remplacé par le Cessna 404 FGXAS.
En 2022, Airawak ULM’s est fondée pour proposer des survols touristiques de la Martinique en ULM.

## Destinations
Airawak dessert en vol à la demande la plupart des îles des Petites Antilles et en particulier :
- Sainte-Lucie : Castries et Vieux Fort ;
- Dominique : Roseau (ville de la Dominique) et Marigot ;
- St Vincent et les Grenadines : Canouan, Union, Moustique, etc.

## Flotte
- 1 Cessna 404 B "TITAN" (immatriculation : F-GXAS)
- 1 Britten-Norman Islander A26 (immatriculation : F-OGXA)
- 1 Britten-Norman Islander A21 (immatriculation : F-OTAG)